# Гамбургская площадь
Га́мбургская пло́щадь — площадь в Фрунзенском районе Санкт-Петербурга. Находится на пересечении проспекта Славы и Софийской улицы.

## История
До 1997 года площадь не имела названия. Название Гамбургская площадь получила 20 октября 1997 года по немецкому городу Гамбургу, городу-побратиму Санкт-Петербурга.

## Достопримечательности
- Санкт-Петербургский филиал Российской таможенной академии